# Tuncel Kurtiz
Tuncel Tayanç Kurtiz, né le 1er février 1936 à Izmit, dans la région de Marmara et mort le 27 septembre 2013 à Etiler (un quartier d'Istanbul, est un acteur, dramaturge et réalisateur turc. Au cours d'une carrière longue de quarante ans, il tourne dans plus de 70 productions.

## Biographie
Tuncel Kurtiz naît à Izmit dans la province de Kocaeli, dans la région de Marmara. Son père est gouverneur de district et sa mère enseignante. Après des études suivies au lycée Haydarpaşa à Istanbul, Kurtiz étudie la philologie anglaise à l'université d'Istanbul. Il en sort diplômé auprès du département de langue anglaise et de littérature.
Il commence sa carrière d'acteur en 1956, d'abord comme comédien au théâtre Dormen, fondé en 1955 et considéré comme l'une des plus brillantes compagnies théâtrales de cette époque. Il joue sur de nombreuses scènes européennes dont les Théâtre municipal de Göteborg, Théâtre dramatique royal de Stockholm et Théâtre suédois en Suède, au théâtre Schaubühne de Berlin et aux théâtres de Francfort et de Hambourg, au Théâtre de la Ville et au Royal Shakespeare Theatre en Angleterre. Kurtiz scène des pièces pour le projet turco-allemand de théâtre « Türkisches Ensemble » dans les années 1970.
Kurtiz décroche son premier rôle sur le grand écran en 1964 dans le film Şeytanın Uşakları. Son amitié avec le réalisateur Yılmaz Güney, rencontré au cours de ses années d'études, l'amène à réaliser de nombreux films en sa compagnie, dont L'Espoir (Umut) en 1970, qui est présenté au Festival de Cannes.
Il meurt le 27 septembre 2013 des suites d'un traumatisme crânien consécutif à une chute accidentelle dans sa résidence d'Etiler.

## Filmographie

### Cinéma
- 1964 : Şeytanın Uşakları (tr) de İlhan Engin
- 1970 : Umut de Şerif Gören et Yılmaz Güney
- 1978 : Kanal (en) de Erden Kıral
- 1978 : Le Troupeau de Zeki Ökten
- 1979 Le Mahabharata de Peter Brook dans le rôle de Shakuni
- 1980 : On Fertile Lands (en) de Erden Kıral
- 1981 : Kleiner Mann was tun de Uschi Madeisky (de) et Klaus Werner (de)
- 1983 : Le Mur (Duvar) de Yılmaz Güney
- 1983 : Kalabaliken i Bender (sv) de Mats Arehn (en)
- 1984 : Turkse Video de Otakar Votoček
- 1986 : Den frusna leoparden (sv) de Lárus Ýmir Óskarsson
- 1986 : Hiuch HaGdi de Shimon Dotan
- 1987 : Aufbrüche de Hartmut Horst et Eckart Lottmann (de) (Allemagne)
- 1989 : Täcknamn Coq Rouge (en) de Per Berglund (de)
- 1989 : Le Mahabharata de Peter Brook
- 1989 : Livsfarlig film (en) de Suzanne Osten
- 1990 : Die Hallo-Sisters (de) de Ottokar Runze
- 1990 : Zeit der Rache de Anton Peschke
- 1990 : Skyddsängeln (en) de Suzanne Osten
- 1993 : Dunkle Schatten der Angst de Konstantin Schmidt
- 1996 : Somersault in a Coffin (en) de Derviş Zaim
- 1997 : Sawdust Tales (tr) de Barış Pirhasan (tr)
- 1997 : Gräfin Sophia Hatun de Ayşe Polat (de) film court
- 1997 : Akrebin Yolculuğu (en) de Ömer Kavur
- 1997 : Vive la mariée… et la libération du Kurdistan de Hiner Saleem
- 1998 : Hoşçakal Yarın (tr) de Reis Çelik (tr)
- 2001 : Şellale (en) (The Waterfall) de Semir Aslanyürek (tr)
- 2002 : A Cavallo della Tigre (Esaretten Kaçış) de Carlo Mazzacurati
- 2007 : The Edge of Heaven de Fatih Akın (Turquie-Allemagne)
- 2008 : Jack Hunter and the Quest for Akhenaten's Tomb (pl)
- 2009 : Güz Sancısı (en)
- 2010 : Siyah Beyaz (en)
- 2013 : Mutlu Aile Defteri (tr)

### Télévision
- 1975 : Tatort (série allemande)  (épisode Tod im U-Bahnschacht)
- 1985 : Die Abschiebung de Marianne Lüdcke
- 1985 : Vägen till Gyllenblå! (en)
- 2006 : Hacı
- 2007 : Kara Duvak
- 2008 : Asi
- 2009 : Ezel
- 2012-2013 : Muhteşem Yüzyıl

### Comme réalisateur
- 1980 : Lyckliga vi (Turquie/Suède)